# HMS Spica (T121)
HMS Spica (T121) var en svensk torpedbåt och var den första i sin serie och därför namngavs också serien till Spica-klassen.
Torpedbåt 121 Spica var, när hon togs i bruk under senare delen av 1960-talet, en epokgörande konstruktion och kom att utgöra en viktig faktor vid utvecklingen av ett modernt ytattacksystem.
Utrustad med avancerad elektronik och NBC-skydd samt framdriven av tre gasturbiner utgjorde hon, tillsammans med sina fem systerfartyg, en viktig del av Sveriges försvar under kalla kriget. Sin sista tjänstgöring gjorde Spica under en mobiliseringsövning 1987 och togs efter det över av Marinmuseum i Karlskrona, där hon hade sin hemmahamn fram till och med 2002.
Spica ägs numera av Stiftelsen T121 Spica - ett levande museifartyg.